# Rhaphiptera affinis
Rhaphiptera affinis är en skalbaggsart som beskrevs av Thomson 1868. Rhaphiptera affinis ingår i släktet Rhaphiptera och familjen långhorningar.
Artens utbredningsområde är Paraguay. Inga underarter finns listade i Catalogue of Life.